# حلاقة الساق

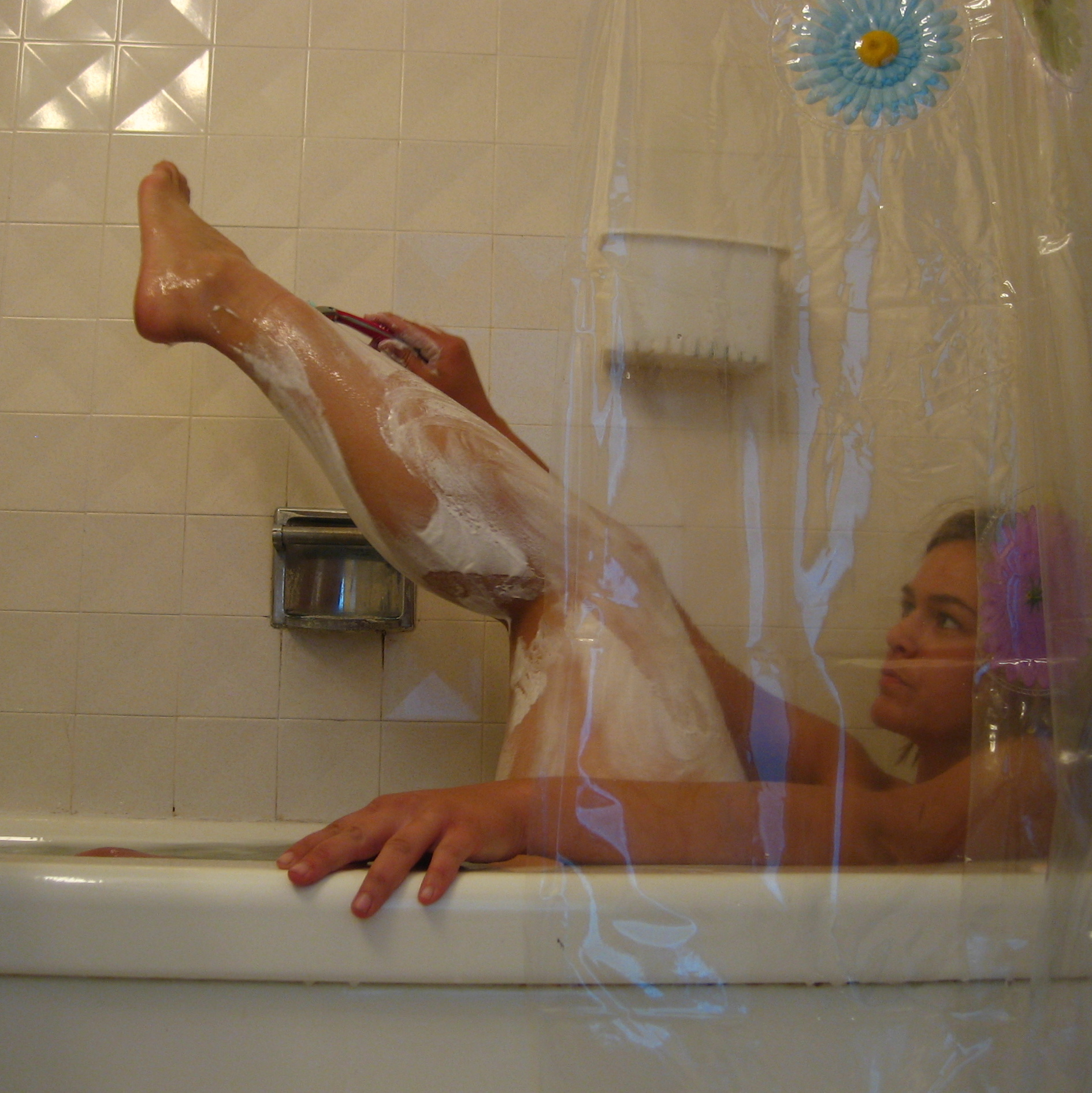
امرأة تقوم بحلاقة شعر ساقها باستعمال شفرة الحلاقة

حلاقة الساق هي ممارسة عملية تهدف إلى إزالة شعر الساق من خلال حلاقة ذلك الشعر باستخدام الشفرة أو آلة الحلاقة الكهربائية. بالإضافة إلى ذلك بعض الناس يقومون بإزالة شعر الساق باستخدام ما يُعرف بزيوت التحلية أو مزيلات الشعر أو حتى الإزالة بالاعتماد على أشعة الليزر ولكن الحلاقة تبقى أقل تكلفة وأقل ألما مُقارنة بالطرق والأساليب الأخرى.
حلاقة شعر الساق هي ممارسة شائعة جدا بين النساء في العالم الغربي وفي الآونة الأخيرة باتت معروفة أيضا لدى بعض الرجال وبالخصوص لاعبي كمال الأجسام، الدراجين، السباحين وبعض العدائين.

## المرأة
في البلدان الغربية تقوم غالبية النساء بحلاقة شعر الساق لعدة أسباب من بينها تلك المتعلقة بما يُعرف بفلسفة الجمال. هذه الممارسة قديمة نوعا ما حيث ظهرت منذ أوائل القرن العشرين واشتهرت في وقت قريب من الحرب العالمية الأولى. ازدادت هذه الممارسة شهرة وشيوعاً بعد ظهور الفساتين النسائية القصيرة ولباس سباحة الذي يُبرز كامل ساق الأنثى مما دفع بالكثيرات إلى حلق ذلك الشعر للظهور أكثر جمالا وأكثر رقة.
تقوم بعض النساء بحلق الشعر حد الركبة – اعتمادا على طولالأزياء التي ترتديها – في حين تقوم أخريات بحلق الساق بأكملها. هناك أيضا من تحلق ساقيها بشكل شبه يومي وهناك أخريات لا تقوم بهذا إلا في بداية الصيف تحسبا لارتداء ملابس السباحة القصيرة. تُستعمل في هذه العملية شفرات حلاقة مختلفة في الشكل عن تلك المستخدمة من قبل الرجال وغالبا ما تكون هذه الشفرات مخصصة للنساء. ساهم في انتشار هذه الظاهرة الحملات الإعلانية أيضا والتي تدعو إلى إزالة الشعر باستعمال مزيلات الشعر والمجموعات اللاصقة وما إلى ذلك.

## الرجل
أصبح حلق شعر الساق بين الرجال الغربيين أمر شائع خاصة في بعض الحالات مثل ممارسي رياضة ركوب الدراجات أو السباحة والذين بدأوا بحلاقة شعر الساق منذ القرن العشرين تقريبا. يقوم معظم السباحين الذكور ومُتسابقي الدراجات بحلاقة شعر الساقين بانتظام. تكون هذه الممارسة أكثر فائدة لدى متسابقي المسافات الطويلة وحتى السباحين حيث أن مثل هذا الشعر يُمكن أن يُعيق المتسابق ويسبب إفرازارت عرقية أكثر خاصة عندما يتعلق الأمر بسباقات 400 متر فما أكثر. هناك أيضا أسباب أخرى تشمل: سرعة في الشفاء وسهولة في التنظيف عند الإصابة بطفح جلدي بالإضافة إلى ألم أقل خلال تدليك الساق. يقوم العديد من الرياضيين أيضا بحلاقة شعر لتسهيل التدليك العلاجي الذي يُعد في كثير من الأحيان جزءا من التدريب أو السباق، وهناك آخرون يقومون بحلاقته بسبب الشريط الواقي الذي يُسبب ألما عند سحبه في حالة وجود الشعر. جذير بالذكر أن هذه الممارسة باتت شائعة أيضا لدى العارضين الذكور ولاعبي كمال الاجسام بهدف إبراز العضلات.